# Jenny Schulz
Jenny Schulz (28 de noviembre de 1983) es una deportista alemana que compitió en duatlón. Ganó dos medallas en el Campeonato Mundial de Duatlón en los años 2011 y 2013, y dos medallas en el Campeonato Europeo de Duatlón de Larga Distancia en los años 2013 y 2014.

## Palmarés internacional
| Campeonato Mundial | Campeonato Mundial | Campeonato Mundial | Campeonato Mundial |
| Año                | Lugar              | Medalla            | Prueba             |
| ------------------ | ------------------ | ------------------ | ------------------ |
| 2011               | Gijón ( España)    | Medalla de plata   | Individual         |
| 2013               | Cali ( Colombia)   | Medalla de bronce  | Individual         |

| Campeonato Europeo | Campeonato Europeo                | Campeonato Europeo | Campeonato Europeo |
| Año                | Lugar                             | Medalla            | Prueba             |
| ------------------ | --------------------------------- | ------------------ | ------------------ |
| 2013               | Horst aan de Maas ( Países Bajos) | Medalla de bronce  | Individual         |
| 2014               | Horst aan de Maas ( Países Bajos) | Medalla de oro     | Individual         |